# سرخیو ویلانووا (بازیکن فوتبال)
سرخیو ویلانووا (انگلیسی: Sergio Villanueva؛ زادهٔ ۲ نوامبر ۱۹۷۵) بازیکن فوتبال اهل اسپانیا است.
از باشگاه‌هایی که در آن بازی کرده‌است می‌توان به باشگاه فوتبال ایبار، باشگاه فوتبال رئال اویدو، و باشگاه فوتبال زامورا اشاره کرد.